# Зибер, Николай Иванович
Никола́й Ива́нович Зи́бер (10 [22] марта 1844, гор. Судак — 28 апреля [10 мая] 1888, Ялта) — российский экономист, один из первых популяризаторов и сторонников экономического учения Карла Маркса в Российской империи. Профессор. Гражданин Швейцарии.

## Биография
Родился в Таврической губернии Российской империи. Отец — швейцарский подданный, аптекарь, в 1830 году эмигрировал в Россию. Мать — Анна Фирфорт, по свидетельству
различных источников, была либо француженкой (дочь французского подданного Ивана Петровича Фирфорта), либо русской, либо украинкой, или же соединяла в себе все три национальности.
После окончания Симферопольской гимназии он поступает на юридический факультет Императорского Университета Св. Владимира в Киеве (ныне — Киевский национальный университет имени Тараса Шевченко), где в 1868 году, получает степень кандидата законоведения. После чего недолго работал мировым посредником в Волынской губернии.
В 1871 году за диссертацию «Теория ценности и капитала Д. Рикардо в связи с позднейшими дополнениями и разъяснениями» («Киевские Университетские Известия» 1871, № 1-2, 4-11) получил степень магистра политической экономии и был командирован за границу. По окончании командировки Зибер продолжает работать в Киевском Университете святого Владимира, в 1873 году был избран доцентом по кафедре политической экономии и статистики. Он проработал доцентом не более трех семестров, так как уже 30 апреля 1875 года уходит в отпуск на три месяца для поездки за границу. В декабре 1875 года он увольняется из Университета и переезжает в Швейцарию, где по большей части работает над статьями для российских журналов: «Вестник Европы», «Знание», «Отечественные записки», «Русская мысль», «Слово», «Юридический вестник», а также для газеты «Русские Ведомости».
В 1883 году Зибер публикует второй свой крупный трактат — «Очерки первобытной экономической культуры», одну из первых книг на русском языке о потребительской кооперации, посвященную разработке вопросов материальной и духовной культуры человечества при первобытно-общинном строе. Это была первая в России работа, в которой анализировались социально-экономические отношения в древних обществах. Кооперация в России, в том числе потребительская, на тот момент не существовала, поэтому на примерах доисторического сотрудничества между людьми Зибер показывает, что вся хозяйственная жизнь с древности строится на сотрудничестве между людьми, общинном начале, отсутствии частной собственности, соперничества. Борьба за существование требовала совместных усилий, тесной взаимопомощи. Как на древнюю бытовую кооперацию Зибер смотрел и на русское общинное землевладение.
Зибер представлял собой тип кабинетного учёного. Больше всего его интересовали теоретические выкладки, выводы он делал на основе вторичного эмпирического материала. Преподавал Зибер недолго, самые продуктивные годы провёл в уединении в Швейцарии, что позволило ему написать большое количество текстов, оказавших влияние на российскую экономическую науку.
Жена — Надежда Олимпиевна Зибер-Шумова — в 1875—1877 обучалась на медицинском факультете университета Берна, в 1877—1891 была научным партнёром профессора М. Ненцкого в университете Берна. Когда Ненцкий обосновался в Санкт-Петербурге в 1892 году, она последовала за ним в качестве ассистента. Доктору медицинских наук, выпускнице Бернского университета 1880 года Н. О. Зибер-Шумовой прочили блестящую карьеру учёного-биохимика.
С рождения Зибер не отличался отменным здоровьем. Из-за болезни лёгких он не смог явиться лично в Петербург за паспортом и содержанием. Позднее, в 1884 году, более серьёзная болезнь — развивающийся паралич — заставила его вернуться в Ялту, где он провёл последние годы жизни. Умер и погребён в Ялте (Поликуровский мемориал).

## Научная деятельность
Из журнальных статей Зибера лучшие: «Экономическая теория Карла Маркса» («Знание», 1876 № 10, 12; 1877 № 2; «Слово» 1878 № 1, 3, 9, 12); «История швейцарской альменды» («Вестник Европы», 1881 № 10); «Экономические эскизы» («Отечественные Записки» 1880 № 12; 1881 № 3, 5, 6, 9, 11; 1882 № 4 и 6); «Судьбы общинного владения в Швейцарии» («Вестник Европы» 1882, № 7); «О влиянии прогресса на бедность» («Русская Мысль» 1883 № 9, 11, 12); «Распределение поземельной собственности в Германии» («Русская Мысль» 1883 № 1 и 2); «Общественная экономия и право» («Юридический Вестник» 1883 № 5, 9 и 10).
Наибольшую известность доставило Зиберу вышеупомянутое сочинение о «Теории ценности», в момент издания было самым полным не только на русском языке, но и в иностранной литературе изложением различных теорий и определений ценности и капитала. Д. Рикардо, имя которого поставлено в заглавии этого сочинения, является только центром, около которого группировались другие экономисты.
Чрезвычайно высоко ставя Рикардо (полное собрание сочинений которого, в переводе на русский язык, Зибер издал особой книгой в 1882), Зибер, в то же время, старался доказать прямую преемственную связь между теориями ценности Рикардо и К. Маркса. Зибер считался лучшим популяризатором Маркса в русской литературе. Это выразилось и в горячей защите главного сочинения К. Маркса: «Капитал» от его русских критиков, В. Герье, Б. Чичерина и Ю. Жуковского, а также и в более позднем, главном сочинении Зибера: «Давид Рикардо и Карл Маркс в их общественно-экономических исследованиях» (СПб. 1885). В этой книге, являющейся, до определённой степени, переработкой «Теории ценности», Зибер ещё полнее изобразил естественную эволюцию теории Рикардо в учение Маркса, осветив особенно ярко процесс развития капиталистического производства и переживание им трёх основных фазисов: ремесло, мануфактура, фабрика.
Благодаря, главным образом, трудам Зибера, трудовая теория ценности Рикардо—Маркса и Марксовская схема экономического развития получили и в русской экономической науке твердую и прочную постановку. Сам способ изложения и критики рассматриваемых теорий обнаруживает как обширную эрудицию Зибера, так и его выдающуюся способность к теоретическому мышлению и творчеству.
Большинство остальных трудов Зибера вращается около тех же теоретических вопросов. В «Очерках первобытной экономической культуры» (1883) Зибер, пользуясь обширным литературным материалом по описанию быта различных народов и племен, в том числе историческими данными о первобытном состоянии европейских народов, делает попытки обобщения первобытных форм общественной жизни.
Главное его внимание обращено на явления экономические, но рядом с ними освещаются формы брачных и семейных отношений и т. п. стороны жизни общества. Основная мысль сочинения заключается в том, что общинные формы хозяйства, на их различных стадиях, представляют универсальные формы экономической деятельности на ранних ступенях развития. Подтверждается это рассмотрением разных видов и моментов общинной хозяйственной деятельности — охоты, рыбной ловли, пастушества, земледелия, работ по выжиганию лесов, орошению, постройке жилищ. Первобытные виды и понятия собственности и различные формы обмена также находят у Зибера достаточно полное освещение, равно как и процесс развития общественно-должностной деятельности, общин, каст и корпораций. В своих исследованиях Зибер пользовался трудами немецкого юриста Альберта Поста («Сравнительное изучение первобытного права», «Юридический вестник», 1884—1885).